# Choqok
Choqok [tʃœˈʁʊk] est un client libre et ouvert de microblogging destiné à l'environnement de bureau KDE.

## Origine du nom
Choqok signifie moineau en persan ancien.

## Sites / protocoles supportés
Choqok supporte les sites / protocoles suivants :
- Twitter ;
- Identi.ca ;
- Flickr ;
- StatusNet ;
- ImageShack ;
- Twitpic ;
- Twitgoo ;
- Mobypicture.

## Source
- Présentation de choqok sur le site ubuntu-fr.org